# Dusona incompleta
Dusona incompleta là một loài tò vò trong họ Ichneumonidae.